# James Greene (Schwimmer)
James Burgess Greene (* 8. April 1876 in Boston; † 30. Juni 1962 in Bronxville) war ein US-amerikanischer Schwimmer.

## Karriere
Greene nahm 1908 an den Olympischen Spielen in London teil. Im Wettbewerb über 1500 m Freistil scheiterte er im Vorlauf.